# Armuña (Segovia)
Armuña es un municipio y localidad española de la provincia de Segovia, en la comunidad autónoma de Castilla y León. Cuenta con una población de 241 habitantes (INE 2024).

## Geografía
| Noroeste: Santa María la Real de Nieva | Norte: Bernardos, Carbonero el Mayor   | Noreste: Tabanera la Luenga |
| Oeste: Santa María la Real de Nieva    |                                        | Este: Yanguas de Eresma     |
| Suroeste: Santa María la Real de Nieva | Sur: Santa María la Real de Nieva, Añe | Sureste: Yanguas de Eresma  |

### Núcleos de población
- Armuña, capital del municipio.
- Carbonero de Ahusín, municipio independiente hasta 1972,[1] constituido como Entidad Local Menor posteriormente.

El actual municipio de Añe, durante el periodo comprendido entre el 19 de abril de 1972 y el 27 de noviembre de 1980 dejó de ser independiente, y estuvo incorporado como pedanía al municipio.

## Demografía
Cuenta con una población de 241 habitantes (INE 2024).
| Gráfica de evolución demográfica de Armuña entre 1842 y 2021 |
| |
| Población de derecho según los censos de población del INE Población de hecho según los censos de población del INEEntre el censo de 1981 y el anterior, crece el término del municipio porque incorpora a 40042 (Carbonero de Ahusín) |

| 326           | 281 | 257 | 247 | 250 | 232 | 235 | 242 | 238 | 247 | 229 | 234 | 244 |
| (Fuente: INE) |     |     |     |     |     |     |     |     |     |     |     |     |

## Administración y política
Lista de alcaldes
| Periodo   | Nombre                                                                | Partido          |
| --------- | --------------------------------------------------------------------- | ---------------- |
| 1979-1983 | Mariano García Marugán (1979-1982) Gregorio Olmos Herranz (1982-1983) | UCD Com. Gestora |
| 1983-1987 | Ángel Alfonso Fuentes Yagüe                                           | AP-PDP-UL        |
| 1987-1991 | Ángel Alfonso Fuentes Yagüe                                           | PDP              |
| 1991-1995 | Julio J. Prada Bonilla                                                | Independiente    |
| 1995-1999 | Antonio Sanz Yagüe                                                    | Independiente    |
| 1999-2003 | Blas Casado Casado                                                    | Independiente    |
| 2003-2007 | Blas Casado Casado                                                    | Independiente    |
| 2007-2011 | Blas Casado Casado                                                    | Independiente    |
| 2011-2015 | Blas Casado Casado                                                    | Independiente    |
| 2015-2019 | Blas Casado Casado                                                    | Independiente    |
| 2019-2023 | Blas Casado Casado                                                    | Independiente    |
| 2023-act. | Javier Sanz Rodríguez                                                 | PP               |

## Patrimonio

### Mosaico romano
Los arqueólogos piensan que el descubrimiento es solo el principio. Un grupo de arqueólogos de la Universidad Complutense de Madrid, dirigido por los profesores Jacobo Storch de Gracia e Isabel Rodríguez López, ha descubierto un mosaico geométrico de la época romana en el yacimiento de Los Casares, en el municipio segoviano de Armuña. Sus dimensiones, de nada menos que de nueve metros de longitud, han despertado el interés de la comunidad científica tras el hallazgo en la misma zona de numerosas teselas, es decir, de las piezas que en conjunto forman un mosaico.
El yacimiento, en forma de "U" y configurado en torno a estanque de dieciocho metros de largo y cinco de ancho, estuvo ocupado desde el siglo I d. C. hasta el siglo IV; y, según Storch de Gracia, "no existe en Castilla y León una villa romana de esta importancia en una fecha tan temprana, por lo que ésta nos podría dar una idea de cómo fueron las primeras villas en el centro de España". De acuerdo con la teoría más difundida, la construcción de Los Casares estuvo asociada con la explotación cerealística de su entorno. Así, Storch de Gracia considera que el agua llegaba a la villa desde alguno de los manantiales cercanos.
Junto a este importante descubrimiento, los arqueólogos han recogido numerosos fragmentos de terra sigillata, fechados entre el siglo I y el siglo IV d. C., que podrían preceder al de un conjunto pictórico aún más "interesante".
Estos éxitos han inspirado a los arqueólogos la idea de plantear un proyecto integral de intervención sobre el yacimiento, con el objetivo de hacerlo visitable en un futuro, por su proximidad a la vía verde entre Segovia y Coca.

### Yacimiento paleontológico
En el municipio se ha encontrado un yacimiento paleontológico del Cretácico Superior, con restos de peces, tortugas, dinosaurios y otros reptiles.